# Hegesinus griphus
Hegesinus griphus là một loài ruồi trong họ Tachinidae.